# Винниченко Іван Данилович
Іван Данилович Винниченко (22 березня 1891, с. Гадинківці, Австро-Угорщина — 21 квітня 1940, ймовірно, м. Чортків, нині Україна) — український правник, громадсько-політичний діяч. Четар УСС.

## Життєпис
Іван Винниченко народився 22 березня 1891 року у селі Гадинківцях, нині Копичинецької громади Чортківського району Тернопільської области України.
Закінчив гімназію в м. Коломия (1914, нині Івано-Франківської области), правничий факультет Празького університету (Чехія). Працював адвокатом у м. Бучач, містечках (нині смт) Скала-Подільська і Мельниця-Подільська.
Після боїв на Тернопільщині потрапив до російського полону, звідки втік.
Член президії товариства «Просвіта», заступник голови УНДО на Тернопільщині.
У 1939 році заарештований, 21 квітня 1940 року страчений без суду і слідства в катівнях НКВС. Реабілітований 1992 року.